# Qin Er Shi
Qín Èr Shì (Zweiter Kaiser der Qín) oder Èr Shì Huángdì (二世皇帝) nannte sich der zweite Kaiser von China (* 230 v. Chr.; † Oktober 207 v. Chr.). Er regierte von 209 bis 207 v. Chr., sein persönlicher Name war Yíng Húhài (嬴胡亥).
Qin Er Shi war der Sohn des Qin Shihuangdi, des ersten Kaisers der Qin-Dynastie, jedoch eigentlich nicht der Kronprinz. 210 v. Chr. begleitete er seinen Vater auf einer Reise in den Osten Chinas, auf welcher dieser plötzlich starb. Dem Rat des Obereunuchen Zhao Gao und des Kanzlers Li Si folgend fälschte er einen Erlass seines Vaters, durch welchen er seinem Bruder und eigentlichen Erben Fusu die Selbsttötung befahl und er selbst zum Nachfolger ernannt wurde. Fusu folgte diesem Befehl.
Als Kaiser war Qin Er Shi nicht in der Lage, mit den Rebellen im Land fertigzuwerden. Er war vom Obereunuchen Zhao Gao so abhängig, dass er zu dessen Marionette wurde. 207 v. Chr. stand die Qin-Dynastie am Rand des Zusammenbruchs. Zhao Gao fürchtete, dass der Kaiser die Schuld ganz allein ihm zuweisen würde. Deshalb verschwor er sich mit anderen – sie zwangen den Kaiser zum Selbstmord.
Ein Sohn von Fusu, Ziying, wurde dann von Zhao Gao zum König von Qin gemacht. Bald darauf tötete Ziying den Obereunuchen Zhao Gao und ergab sich ein Jahr später Liu Bang.
| Vorgänger      | Amt                              | Nachfolger |
| -------------- | -------------------------------- | ---------- |
| Qin Shihuangdi | Kaiser von China 209–207 v. Chr. | Ziying     |

| Personendaten    | Personendaten                          |
| ---------------- | -------------------------------------- |
| NAME             | Qin Er Shi                             |
| ALTERNATIVNAMEN  | Qín Èr Shì; Èr Shì Huángdì; Yíng Húhài |
| KURZBESCHREIBUNG | Kaiser von China (209–207 v. Chr.)     |
| GEBURTSDATUM     | 230 v. Chr.                            |
| STERBEDATUM      | Oktober 207 v. Chr.                    |